# Folpersviller
Folpersviller [fɔlpɛʁsvilɛʁ] est un quartier de la commune française de Sarreguemines en Moselle, c'est une commune à part entière jusqu’en 1970.

## Géographie
Folpersviller est situé dans le Nord-Est de la Lorraine, en Moselle-Est, à 4 km au Nord-Est de Sarreguemines.

## Toponymie
- Anciennes mentions : Volpretaswilre (1179) ; Woperswilre (1179) ; Wopenswilre (1197) ; Willer (1393) ; Folperswilr (1431) ; Walperswiller (1460) ; Folpersweiler, Wolpersweiler (1749) ; Folsperchwiller (1751) ; Wolsperviller, Folsperviller (1756) ; Folperschweiller (1779) ; Weiller (carte Cassini) ; Folperwiller (1801) ; Folpersweiler (An X) ; Folperschevillers (An XI) ; Folberswiller (carte de l'État-major)[1]; Folperswiller (XIXe siècle)[2].
- En allemand : Folperschweiler[1], Folpersweiler (périodes 1871-1918 et 1940-44).

## Histoire
Était anciennement un village de la châtellenie et du bailliage de Sarreguemines.
Réunie une première fois a Sarreguemines de 1811 à 1833, puis une nouvelle fois en 1971.

## Politique et administration
| Période                                  | Période      | Identité           | Étiquette | Qualité |
| ---------------------------------------- | ------------ | ------------------ | --------- | ------- |
|                                          | 1963 (décès) | Jacques Eichenlaub |           |         |
| 1963                                     | 1971         | Nicolas Behr       |           |         |
| Les données manquantes sont à compléter. |              |                    |           |         |

## Démographie
| 1793 | 1800 | 1806 | 1836 | 1841 | 1861 | 1866 | 1872 | 1876 |
| ---- | ---- | ---- | ---- | ---- | ---- | ---- | ---- | ---- |
| 140  | 211  | 242  | 429  | 437  | 422  | 465  | 500  | 519  |

| 1881 | 1886 | 1891 | 1896 | 1901 | 1906 | 1911 | 1921 | 1926 |
| ---- | ---- | ---- | ---- | ---- | ---- | ---- | ---- | ---- |
| 518  | 528  | 556  | 546  | 528  | 561  | 531  | 546  | 520  |

| 1931 | 1936 | 1946 | 1954 | 1962 | 1968 | - | - | - |
| ---- | ---- | ---- | ---- | ---- | ---- | - | - | - |
| 497  | 540  | 522  | 596  | 727  | 839  | - | - | - |

## Édifices religieux
- Chapelle Sainte-Barbe, érigée en 1423 par l'ordre des Chevaliers teutoniques. Elle fut restaurée en 1912 par von Grafenstein, alors capitaine de la garde de Sarreguemines, qui a payé les travaux lui-même[6].
- Église Sainte-Barbe, d'architecture romane, construite entre 1848 et 1852[7].

## Blason
| Blason de Folpersviller | Blason  | Coupé : au 1er de gueules à la tour d'or, ouverte du champ, accostée de deux alérions d'argent ; au 2e d'or au renard de sable. |
| Blason de Folpersviller | Détails | |